# Scalo merci
Lo scalo merci è di regola quella parte di una stazione ferroviaria adibita al carico, scarico o sosta dei carri ferroviari ed è munita dei binari e delle opportune attrezzature. In alcuni casi definisce anche una stazione che svolge soltanto servizio merci.

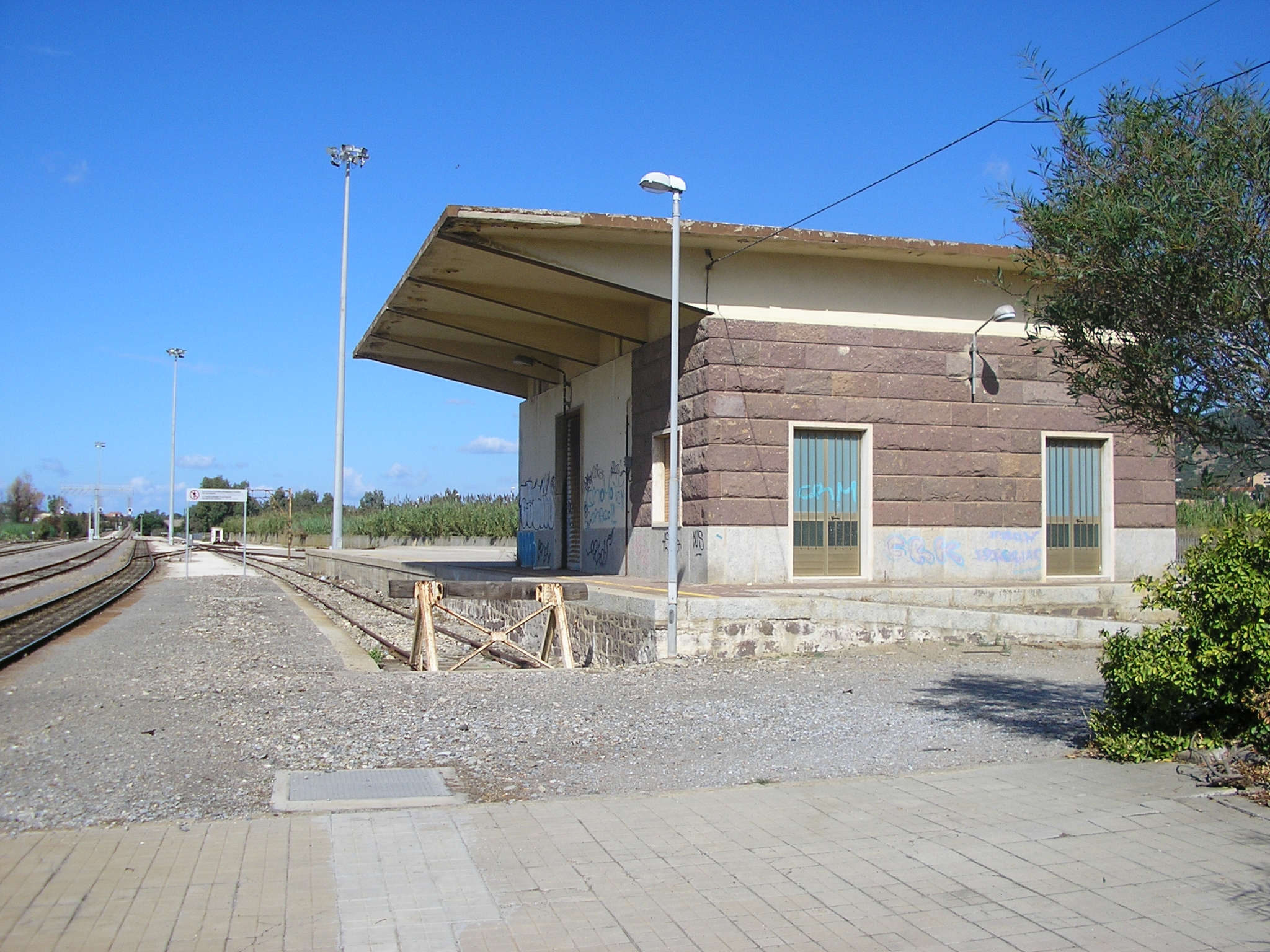
Scalo merci della Stazione di Carbonia Stato, Carbonia.

Nel primo caso lo scalo merci è posto di solito a fianco del fabbricato viaggiatori ma nel caso delle stazioni più grandi può anche essere fisicamente distaccato dall'area viaggiatori; è composto di un certo numero i binari tronchi raccordati mediante scambi a mano per la sosta dei convogli merci e di alcuni binari muniti di banchine per carico e scarico e di solito affiancati da depositi e capannoni che confluiscono verso un deviatoio, normalmente bloccato per la non confluenza da appositi dispositivi di sicurezza, in collegamento con i binari di stazione.
I grandi scali merci a servizio delle città più grandi o delle aree industriali principali sono delle stazioni vere e proprie con grande scalo di smistamento per composizione e scomposizione di interi treni merci; possono essere anche a servizio di interporti con attrezzature idonee alla movimentazione e all'interscambio di container.
Vi è anche una categoria di scali merci a servizio di grandi porti che di solito vengono definiti stazione marittima e si occupano della movimentazione dei treni e dei carri e dell'interscambio marittimo.